# Władysław Zieleśkiewicz
Władysław Zieleśkiewicz (ur. 9 lutego 1951 w Grzegorzewie, zm. 21 września 2021) – polski historyk sportu, autor książek o tematyce sportowej. 

## Życiorys
Absolwent wydziału ekonomii Uniwersytetu Mikołaja Kopernika w Toruniu (1975). Autor książek: „Gwiazdy zimowych aren” (1992), „Encyklopedia sportów zimowych” (2002), „Historia polskiego hokeja na lodzie” (2006), „90 lat polskiej piłki ręcznej” (2008),  „Polska siatkówka w liczbach" (2009), "95 lat polskiej piłki ręcznej" (2013) i "100 lat polskiej piłki ręcznej" (2018). Autor ponad 100 artykułów w cyklu "Na kartach historii" w miesięczniku Handball Polska (2010-2019). Ponadto autor kilku opracowań o charakterze lokalnym, w tym "Kroniki 70-lecia LZS i KS Orzeł Grzegorzew" (2018). Posiadacz osobliwego zbioru roczników czasopism i publikacji o tematyce sportowej. W przeszłości zwycięzca licznych konkursów wiedzy sportowej: mistrz województwa toruńskiego i konińskiego oraz wicemistrz województwa bydgoskiego kibiców sportowych.
Zawodowo najdłużej związany z pionem spółdzielczości, następnie z sektorem bankowym oraz jako pracownik samorządowy. Wieloletni ławnik sądowy oraz działacz społeczny. Animator rozwoju kultury, w młodości członek zespołu wokalno-instrumentalnego „Fakt-4” i twórca studenckiego kabaretu „Ziółko” na Uniwersytecie Mikołaja Kopernika w Toruniu. Odznaczony Srebrnym Krzyżem Zasługi i Odznaką „Za zasługi dla województwa konińskiego”.
Został pochowany na cmentarzu parafialnym w Grzegorzewie.

## Publikacje
Wydana w 2002 nakładem Wydawnictwa Naukowego PWN encyklopedia obejmująca tematycznie 12 najpopularniejszych sportowych dyscyplin zimowych wypełniała lukę na polskim rynku wydawniczym w zakresie problematyki sportów zimowych. Niemal 2500 szczegółowych haseł, 200 stron tabel oraz 350 barwnych i czarno-białych fotografii dokumentuje genezę i rozwój sportów zimowych, przedstawia sylwetki najlepszych zawodników w historii światowego i polskiego sportu, kompletuje medalistów najważniejszych imprez, podsumowuje osiągnięcia reprezentantów Polski na arenie międzynarodowej i prezentuje pełne listy mistrzów i wicemistrzów Polski.
„Historia polskiego hokeja na lodzie”, to kompendium wiedzy o polskim hokeju. Książka na 600 stronach ukazuje zarówno przebieg rywalizacji o krajowe mistrzostwo jak i osiągnięcia Polski na arenie międzynarodowej, bilansuje udział polskiej drużyny narodowej w Zimowych Igrzyskach Olimpijskich i Mistrzostwach Świata, prezentuje dokonania klubów i dokumentuje najważniejsze wydarzenia. Zawiera ponadto wybór około 200 fotografii przedstawiających znanych ludzi i istotne fakty z historii polskiego hokeja na lodzie.
„90 lat polskiej piłki ręcznej”, to opracowanie związane z obchodami jubileuszowymi zorganizowanymi przez Związek Piłki Ręcznej w Polsce w podkaliskim Szczypiornie, miejscu narodzin polskiego „szczypiorniaka”. Książka jest bogatym źródłem informacji o polskiej piłce ręcznej i jej rozwoju na przestrzeni minionego 90-lecia. Obok dokumentacji najważniejszych imprez publikacja pokazuje ludzi tworzących historię tej dyscypliny sportu, zawiera ponad 250 biografii najlepszych zawodniczek i zawodników oraz zasłużonych działaczy, trenerów i sędziów. Bogato zilustrowane zostały ostatnie sukcesy reprezentacji Polski i efekty działalności obecnych władz Związku Piłki Ręcznej w Polsce.
"Polska siatkówka w liczbach" (2009) bilansuje występy kobiecej i męskiej reprezentacji Polski w siatkówce w okresie 1948-2009. Prezentuje wykaz oficjalnych spotkań obu naszych reprezentacji oraz indywidualne rekordy poszczególnych zawodniczek i zawodników.
"95 lat polskiej piłki ręcznej" (2013) i "100 lat polskiej piłki ręcznej" (2018) są zbiorami informacji o polskiej piłce ręcznej, jej początkach i rozwoju na przestrzeni kolejnych dziesięcioleci. W stosunku do poprzednich wydań książki wiele wątków zostało wzbogaconych lub rozwiniętych, dokonano licznych uzupełnień i aktualizacji obejmujących szeroki przekrój sportowych wydarzeń. Szczegółowe bilanse obejmują także starty drużyn juniorskich i młodzieżowych oraz występy zespołów akademickich i wojskowych. Oddzielny rozdział poświęcono klubowym rozgrywkom w europejskich pucharach, zamieszczając pełną specyfikację startów polskich drużyn. Dołączono też zestawienia dotyczące rywalizacji o klubowe mistrzostwo świata (Super Globe) i trofea w piłce ręcznej plażowej. Publikacja "100 lat polskiej piłki ręcznej" zawiera 450 biografii najlepszych zawodniczek i zawodników, działaczy, trenerów i sędziów. Materiały tekstowe i tabele wzbogacone zostały zestawem ponad 1000 fotografii przedstawiających znane osoby i istotne fakty z historii piłki ręcznej.